# Špičák (Ralská pahorkatina, 281 m)
Špičák je kopec v Ralské pahorkatině, zhruba 2 km východně od města Štětí, v katastru jeho části Stračí. Kopec je tvořen čedičovými horninami a naskýtá se z něj výhled na Štětí a okolní vesnice. V okolní krajině se nachází rozlehlé lesy táhnoucí se východně k Liběchovu a severně až k Dubé. Jen asi 1 km východně od Špičáku, u Mariánské kaple, probíhá hranice CHKO Kokořínsko.